# Prasophyllum niphopedium
Prasophyllum niphopedium är en orkidéart som beskrevs av David Lloyd Jones. Prasophyllum niphopedium ingår i släktet Prasophyllum och familjen orkidéer.
Artens utbredningsområde är Victoria i Australien. Inga underarter finns listade i Catalogue of Life.